# Sima de Baldó
La sima de Baldó (en valenciano Avenc de Baldó) se ubica en Benejama (Alicante, España), en el barranco de Baldó o de la Derecha (vertiente meridional del Alt del Carrascalet). Se trata de una sima kárstica de 43 m de profundidad. Al exterior se abre una boca de 0,6 que da acceso al pozo, donde se encuentran además una sobresala de 30 m² y un pozo lateral de 3 m.
La exploraron por primera vez los espeleólogos alcoyanos J. Navaro, E. Carbonell, y G. Plá, apoyados por varios acompañantes de Benejama.